# Harald Terpe

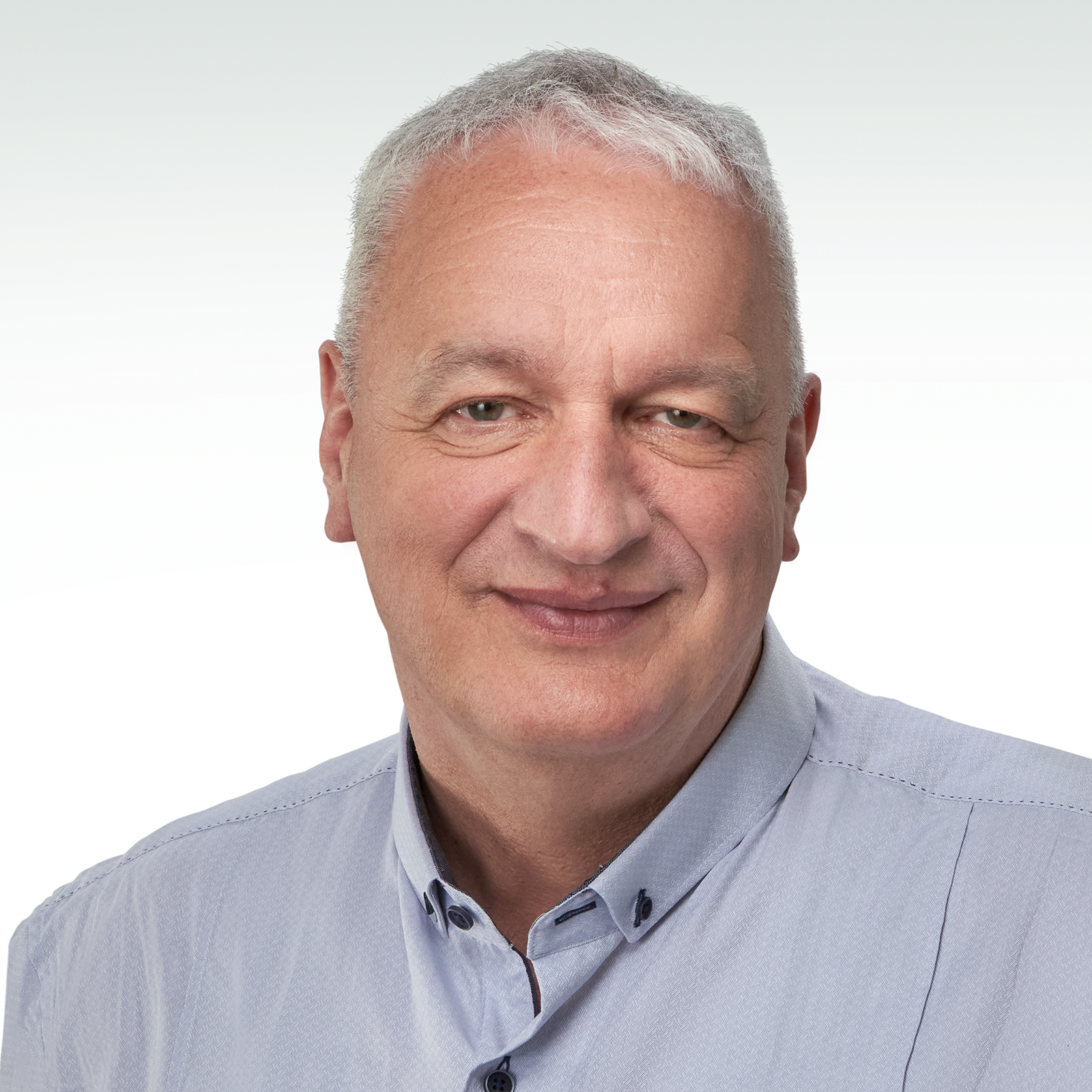
Harald Terpe

Frank Harald Terpe (* 17. Juli 1954 in Greifswald) ist ein deutscher Pathologe und Politiker (Bündnis 90/Die Grünen, bis November 2006 parteilos). Seit 2021 ist er Abgeordneter des Landtags von Mecklenburg-Vorpommern. Dort war er von 2021 bis 2024 Vorsitzender seiner Fraktion. Zuvor war er von 2005 bis 2017 Mitglied des Deutschen Bundestages.

## Leben
Harald Terpe ist der Sohn des Mathematikers und SPD-Politikers Frank Terpe. Nach dem Abitur 1973 leistete Harald Terpe den Wehrdienst bei der Nationalen Volksarmee. 1976 begann er an der Universität Rostock ein Studium der Medizin, das er 1982 als Diplom-Mediziner mit dem Staatsexamen beendete. Anschließend absolvierte er am Universitätsklinikum Rostock eine Ausbildung zum Facharzt für Pathologie, die er 1987 abschloss. Im selben Jahr erfolgte hier seine Promotion A zum Dr. med. Von 1998 bis zu seinem Einzug in den Deutschen Bundestag 2005 war Terpe als Oberarzt am Institut für Pathologie der Universität Rostock tätig.
Als Witwer heiratete Terpe zum zweiten Mal. Er hat zwei Töchter und vier Söhne.

### Ärztekammer
In der Kammerversammlung der Ärztekammer Mecklenburg-Vorpommern vertritt Terpe den Wahlkreis Rostock. Er sitzt im Krankenhausausschuss und im Vorstand der Ärztekammer.

### Politik in Rostock
Zur Zeit der Wende und friedlichen Revolution in der DDR wurde Terpe 1989 Mitglied des Neuen Forums. Wie schon von 1990 bis 1994 gehört Terpe seit 1999 für die Wählergemeinschaft Bündnis 90 der Bürgerschaft der Stadt Rostock an. Er war 2002 Kandidat der Wählergemeinschaft Bündnis 90 für die erste Direktwahl des Oberbürgermeisters von Rostock und erreichte mit 19,1 % den 3. Platz. Bei der Kommunalwahl 2004 zog er auf der Liste der Wählergemeinschaft Bündnis 90, die 10,6 % erreichte, in die Bürgerschaft Rostocks ein. Seit 2006 ist er Mitglied von Bündnis 90/Die Grünen. Das Bürgerschaftsmandat legte er 2021 mit Einzug in den Landtag nieder. Für ihn rückte Johann-Georg Jaeger nach.

### Bundestag
Über die Landesliste von Bündnis 90/Die Grünen Mecklenburg-Vorpommern wurde Terpe bei der Bundestagswahl 2005 als Landesspitzenkandidat Mitglied des Deutschen Bundestages. Seitdem war er Sprecher seiner Fraktion für Drogen- und Suchtpolitik, ordentliches Mitglied und Obmann seiner Fraktion im Ausschuss für Gesundheit, stellvertretendes Mitglied im Ausschuss für wirtschaftliche Zusammenarbeit und Entwicklung. In der 18. Legislaturperiode war er stellvertretendes Mitglied im Sportausschuss des Deutschen Bundestages sowie im Unterausschuss Gesundheit in Entwicklungsländern. Bei der Bundestagswahl 2009 und der Bundestagswahl 2013 wurde er wiedergewählt. Nach der Bundestagswahl 2017 löste ihn Claudia Müller ab.

### Landtagswahl 2021
Ende Oktober 2020 wählte ihn der Landesparteitag der Grünen mit Anne Shepley an die Spitze der Landesliste für die Landtagswahl in Mecklenburg-Vorpommern 2021.
Bei der Landtagswahl am 26. September 2021 errangen die Grünen einen Stimmenanteil von 6,3 % und waren damit im Landtag vertreten. Harald Terpe wurde über die Landesliste Landtagsabgeordneter. Anschließend war er bis April 2024 Fraktionsvorsitzender. Terpe ist fachpolitischer Sprecher für Finanzen, Haushalt und Steuern, Gesundheit und Pflege, Landwirtschaft, Umwelt (Wald und Jagd), Zivilgesellschaft und Ehrenamt, Religionen und Weltanschauungen, Frieden und Bundespolitik. Zudem ist er Mitglied im Finanzausschuss, in der Parlamentarischen Kontrollkommission sowie im Parlamentarischen Untersuchungsausschuss "Unimedizin". Im Sozialausschuss, Agrarausschuss, im Ausschuss für Wissenschaft, Bund, EU und Kultur sowie im Parlamentarischen Untersuchungsausschuss "NSU II/Rechtsextremismus" ist er stellvertretendes Mitglied.